# Ellen Mosley-Thompson
Ellen Mosley-Thompson, née en 1952, est glaciologue et climatologue américaine. Elle est connue comme une pionnière dans l'utilisation des carottes de glace des régions polaires pour la recherche paléoclimatique et est une figure influente de la science du climat. Elle est professeure émérite à l'université d'État de l'Ohio et directrice du Byrd Polar and Climate Research Center. Ses travaux sont récompensés de nombreux prix.

## Biographie
Ellen Mosley-Thompson grandit en Virginie-Occidentale. Elle obtient une licence en physique à l'université Marshall, où elle est la seule étudiante du département de physique. Elle obtient ensuite une maîtrise et un doctorat en géographie à l'université d'État de l'Ohio, où elle s'est concentrée sur la climatologie et la science de l'atmosphère.
En 1990, Ellen Mosley-Thompson rejoint la faculté de l'université d'État de l'Ohio. Elle devient directrice de leur Byrd Polar and Climate Research Center en 2009.

## Travaux
Ellen Mosley-Thompson est une spécialiste de la paléoclimatologie, des changements climatiques brusques, du retrait des glaciers, de la variabilité climatique de l'Holocène et des changements climatiques contemporains. 
[Dans le cadre de son doctorat, elle a interprété les caractéristiques physiques et chimiques d'une carotte de glace de 100 mètres de long forée au pôle Sud en 1974 ; elle a comparé les résultats à d'autres carottes forées sur le continent, ce qui a permis de mettre en évidence des schémas de conditions atmosphériques et de température dans l'Antarctique. Grâce à ces premières recherches, elle démontre l'importance de l'extraction d'enregistrements à haute résolution temporelle pour les études paléoclimatiques [citation nécessaire] et, avec son mari et partenaire de recherche, Lonnie Thompson, elle est la première à étudier la poussière (matière particulaire) dans les carottes de glace polaire comme moyen d'examiner l'histoire climatique de la Terre.

Ses recherches portent sur la reconstitution d'indicateurs climatiques tels que la température, les précipitations et la composition de l'atmosphère à partir de l'analyse des propriétés physiques et chimiques préservées dans les carottes de glace provenant des deux régions polaires ainsi que de nombreux glaciers de montagne et calottes glaciaires des basses latitudes. Les différents constituants chimiques se déposent directement à la surface des glaciers ou dans la neige qui tombe et sont finalement compactés en glace où ils peuvent être conservés pendant plusieurs millénaires. Ces enregistrements fournissent des informations uniques sur le climat et les conditions environnementales qui prévalaient au moment de la formation de la neige. Comme la glace contenue dans certaines de ces carottes remonte à des centaines de millénaires, Mosley-Thompson, Thompson et leur équipe sont en mesure de reconstituer certaines parties de l'histoire climatique complexe de la Terre. Ces recherches contribuent également à la compréhension de l'impact des émissions volcaniques sur le climat de la Terre, ainsi que de la composition chimique de l'atmosphère. Les recherches de Mosley-Thompson fournissent des preuves de changements climatiques et environnementaux passés et abrupts, et contribuent à la compréhension des futurs climatiques possibles et des effets éventuels du changement climatique sur la civilisation humaine.
Ellen Mosley-Thompson dirige neuf expéditions en Antarctique et six au Groenland pour mener ces recherches. Son expédition la plus récente était le projet de forage de carottes de glace par six personnes sur le plateau Bruce de la péninsule Antarctique, pour lequel elle est chef de terrain et chercheuse principale. [Ce projet faisait partie du projet LARISSA (LARsen Ice Shelf System Antarctica), parrainé par la Fondation nationale pour la science, un effort multidisciplinaire et international visant à étudier l'effondrement des plateformes de glace Larsen A et B et à replacer cet effondrement dans l'histoire du changement climatique.
Ellen Mosley-Thompson publie plus de 137 articles dans des revues évaluées par des pairs,, et elle reçoit plus de 53 subventions de recherche,. En 2010, The Guardian a décrit Mosley-Thompson et son mari Lonnie Thompson comme deux des "climatologues et glaciologues les plus respectés au monde". Le Franklin Institute décrit l'équipe comme étant "largement reconnue comme les plus grands experts mondiaux en matière d'échantillonnage de carottes de glace".
En plus de ses recherches, Ellen Mosley-Thompson est présidente des sections des sciences atmosphériques et des changements environnementaux mondiaux de l'AGU ; présidente des comités des boursiers des sections de la paléocéanographie et de la paléoclimatologie et des changements environnementaux mondiaux de l'AGU ; présidente de la section de la géologie et de la géographie de l'Association américaine pour l'avancement des sciences ; et membre du comité national américain pour le quaternaire de la National Academy of Sciences. Elle s'efforce également d'améliorer la compréhension du public en matière de changement climatique et plaide en faveur d'une action locale dans ce domaine.

## Prix et distinctions
Ellen Mosley-Thompson est membre élu de l'Association américaine pour l'avancement des sciences et de l'American Geophysical Union. Elle est également membre élu de la National Academy of Sciences, de l'American Academy of Arts and Sciences et de l'American Philosophical Society. Elle reçoit un certain nombre de prix, notamment le prix Benjamin Franklin (2012), le prix Dan David (2008), le Distinguished Explorer Award de la Roy Chapman Andrews Society (2007) et le Common Wealth Award for Science and Innovation (2002). [En 2003, elle est intronisée au Temple de la renommée des femmes de l'Ohio. En 2021, elle reçoit le prix Frontiers of Knowledge de la Fondation BBVA dans la catégorie "Changement climatique" conjointement avec son mari Lonnie Thompson.
Une géographe et chercheuse renommée est nommée au Temple de la renommée des femmes de l'Ohio. News.osu.edu. 2003-10-15. Consulté le 22 février 2019.

## Hommage
Les cirques Ellen Mosley-Thompson (Antarctique) situés à 78º01'S ; 161º28'E ont été nommés en son honneur.

## Publications

### Ouvrage
- Harunur Rashid, Leonid Polyak, Ellen Mosley-Thompson et American Geophysical Union, Abrupt climate change : mechanisms, patterns, and impacts, American Geophysical Union, 2011 (ISBN 978-1-118-67004-0, 1-118-67004-3 et 978-1-118-67228-0, OCLC 772505562, lire en ligne)

### Articles
- (en) L. G. Thompson, E. Mosley-Thompson, M. E. Davis, P. -N. Lin, K. A. Henderson, J. Cole-Dai, J. F. Bolzan et K.-B. Liu, « Late Glacial Stage and Holocene Tropical Ice Core Records from Huascarán, Peru », Science, vol. 269,‎ 7 juillet 1995, p. 46-50
- (en) Lonnie G. Thompson, Ellen Mosley-Thompson, Mary E. Davis, Keith A. Henderson, Henry H. Brecher, Victor S. Zagorodnov, Tracy A. Mashiotta, Ping-Nan Lin, Vladimir N. Mikhalenko, Douglas R. Hardy et al., « Kilimanjaro Ice Core Records: Evidence of Holocene Climate Change in Tropical Africa », Science, vol. 298,‎ 18 octobre 2002, p. 589-593
- (en) P.D. Jones, K.R. Briffa, T.J. Osborn et J.M. Lough, « High-resolution palaeoclimatology of the last millennium: a review of current status and future prospects », The Holocene, vol. 19, no 1,‎ janvier 2009, p. 3–49 (ISSN 0959-6836 et 1477-0911, DOI 10.1177/0959683608098952, lire en ligne, consulté le 30 janvier 2023)
- A 1500-Year Record of Tropical Precipitation in Ice Cores from the Quelccaya Ice Cap, Peru L. G. Thompson, E. Mosley-Thompson, J. F. Bolzan, and B. R. KociAuthors Info & Affiliations  Science  6 Sep 1985  Vol 229, Issue 4717  pp. 971-973
- A 25,000-Year Tropical Climate History from Bolivian Ice Cores  L. G. Thompson, M. E. Davis, E. Mosley-Thompson, T. A. Sowers, K. A. Henderson, V. S. Zagorodnov, P.-N. Lin, V. N. Mikhalenko, R. K. Campen, J. F. Bolzan, J. Cole-Dai, and B. Francou fewerAuthors Info & Affiliations  Science  4 Dec 1998  Vol 282, Issue 5395  pp. 1858-1864